# Гаврюшин Денис Юрійович
Дени́с Ю́рійович Гаврю́шин (2 грудня 1983 — 17 серпня 2014) — лейтенант Збройних сил України, учасник російсько-української війни.

## З життєпису
Народився 1983 року в місті Дніпропетровськ у родині службовців. Протягом 1990—1998 років навчався в дніпропетровській ЗОШ № 1. Вступив до коледжу автоматики і телемеханіки. Закінчивши коледж, продовжив навчання в Дніпропетровському університеті ім. О. Гончара на юридичному факультеті; був старостою групи. Після закінчення університету займався приватною юридичною практикою.
3 березня 2014 із своїм приятелем пішов у військкомат. Його направили в резерв 25-ї аеромобільної бригади; пройшов бойову підготовку в селі Черкаському. Заступник командира роти по роботі з особовим складом, 25-а окрема повітряно-десантна бригада.
17 серпня 2014-го загинув під час обстрілу з БМ-21 «Град» в ході пошуково-ударних дій. Тоді ж полягли капітани Ричков Вадим Володимирович і Шевчук Сергій Мирославович; лейтенант Коза Денис Євгенович; старші сержанти Ятченко Сергій Олександрович, Король Віталій Сергійович; молодші сержанти Маковей Сергій Олександрович і Федчук Сергій Володимирович; старший солдат Вакулич Володимир Володимирович та солдати Єманов Олексій Петрович й Приходько Дмитро Вікторович.
Похований у м. Дніпро, Сурсько-Литовське кладовище з військовими почестями.
Вдома залишилися мама Ольга Володимирівна, батько Юрій Гаврюшин та брат.

## Нагороди та вшанування
- Указом Президента України № 873/2014 від 14 листопада 2014 року, «за особисту мужність і героїзм, виявлені у захисті державного суверенітету та територіальної цілісності України, вірність військовій присязі», нагороджений орденом Богдана Хмельницького III ступеня (посмертно)[1].
- 15 вересня 2016 року у Дніпровській ЗОШ № 1 відкрито меморіальну дошку[2].
- Його портрет розміщений на меморіалі «Стіна пам'яті полеглих за Україну» у Києві: секція 2, ряд 10, місце 29.
- Вшановується 17 серпня на щоденному ранковому церемоніалі вшанування українських захисників, які загинули цього дня у різні роки внаслідок російської збройної агресії[3]